# Sancho Sánchez de Munón
Sancho Sánchez de Munón nació en España hacia 1530 y murió en 1601. Llegó a la Nueva España en 1560 como maestre escuela de la Catedral Metropolitana. Fue cancelario de la Real y Pontificia Universidad de México, en la cual recibió el grado de Doctor en Teología (1561). Intervino en el descubrimiento de la conjura de Martín Cortés (1565 - 1566). A fines de 1568 o principios de 1569 se trasladó a la Metrópoli. En 1573 se le otorgó una pensión anual vitalicia de 2 mil pesos de oro de tepuzque por sus servicios al Rey en ocasión de la rebelión que se intentó en esta tierra. En 1575 regresó a México. Escribió Doctrina Cristiana (1579), cuyo único ejemplar conocido se halla en la Biblioteca Huntington de California, Estados Unidos.
- Datos: Q6119846